# Debedeavon
Debedeavon (fallecido en 1657) fue el jefe de la nación india Accawmack que habitaba la costa este de Virginia a la llegada de los primeros colonos ingleses a la Colonia de Virginia en 1608. Su título fue registrado como Ye Emperor of Ye Easterne Shore and King of Ye Great Nussawattocks, y también era conocido familiarmente como el Rey Risueño. También parece ser la misma figura que era conocida en los registros ingleses como Esmy Shichans, Tobot Deabot, y Okiawampe.
Los Accawmack, que contaban con alrededor de 2000 personas, eran miembros periféricos o nominales de la Confederación Powhatan. Sin embargo, como el agua los aislaba del resto de Tsenacommacah (Virginia continental), los indios de la Costa Oriental tenían su propia confederación que gozaba de cierta autonomía y un gobierno pacífico bajo el rey Debedeavon. Cada uno de los subjefes de su clan le pagaba 8 fanegas de maíz, además de tres puntas de flecha, como tributo cada año.
En 1608, un alférez inglés de 13 años llamado Thomas Savage fue intercambiado con el Jefe Powhatan por un niño nativo, Nemotacke, como algo parecido a un estudiante de intercambio cultural. Powhatan adoptó a Savage, que se convirtió en intérprete entre las dos culturas, pero los celos de Opechancanough, hermano de ese jefe, hicieron que finalmente Savage fuera enviado a la relativamente más segura Costa Oriental, donde Debedeavon le dio una gran extensión de tierra entre Cheriton Creek y King's Creek que se conoció como Savage's Neck, bajo el mando de su hijo John Savage (1624-1667; Thomas se había casado con la emigrante Hannah Tyng en 1621). De hecho, durante la época de hambre en Jamestown, Debedeavon vendió a los colonos las provisiones que tanto necesitaban.
En 1621, los colonos ingleses se habían extendido a lo largo de la península desde lo que había sido su asentamiento en Plantation Creek. En 1621, Thomas Savage y Debedeavon advirtieron al gobernador visitante George Yeardley que la tribu de Powhaton estaba tramando un levantamiento general contra Jamestown y los demás colonos. El Gobernador se mostró incrédulo, pero fue a todas las plantaciones y celebró reuniones a pesar de que Opechancanough negó cualquier conspiración. Estos pasos, sin embargo, condujeron a una defensa suficiente para que la colonia no fuera aniquilada en la masacre indígena de 1622. Además, Lady Elizabeth Dale, viuda de Thomas Dale, abandonó la orilla occidental, que sufría una epidemia de moquillo, con 20 personas, entre ellas 8 niños, que sobrevivieron así a las masacres en su plantación bajo la benévola protección de Debedeavon, por lo que en 1623 unos 80 colonos vivían en la orilla oriental. Debedeavon favoreció a Savage y le dio una gran extensión de tierra que aún hoy se conoce como "Savage's Neck".
En sus últimos años, Debedeavon se dedicó a los placeres de la caza, dejando gran parte de los asuntos del gobierno a su hermano y primer ministro, Kiptopeke. De hecho, cuando unos indios que merodeaban por la costa mataron a un inglés y a un niño, Debedeavon envió embajadores de paz, que el coronel Obedience Robins se negó a utilizar como sacrificios humanos, sino que los devolvió, aunque Daniel Cugley, que se había casado con la viuda Hannah Tyng, los puso a trabajar en su plantación, lo que provocó su arresto y su envío a Jamestown para ser juzgado. Además, cuando un colono pendenciero apuntó con una pistola a Debedeavon, el tribunal del condado de Accawmacke (el capitán Edmun Scarburgh, juez de paz) ordenó "que en lo sucesivo ningún inglés perturbe, moleste o haga nada contra el rey indio para obstaculizar su caza, ya que responderán a la misma".
En su testamento fechado el 22 de abril de 1657, registrado en el juzgado del condado, Debedeavon dejó el reino a su hija, Nandua, advirtiéndole como "emperatriz" que mantuviera la buena voluntad de sus amigos ingleses.

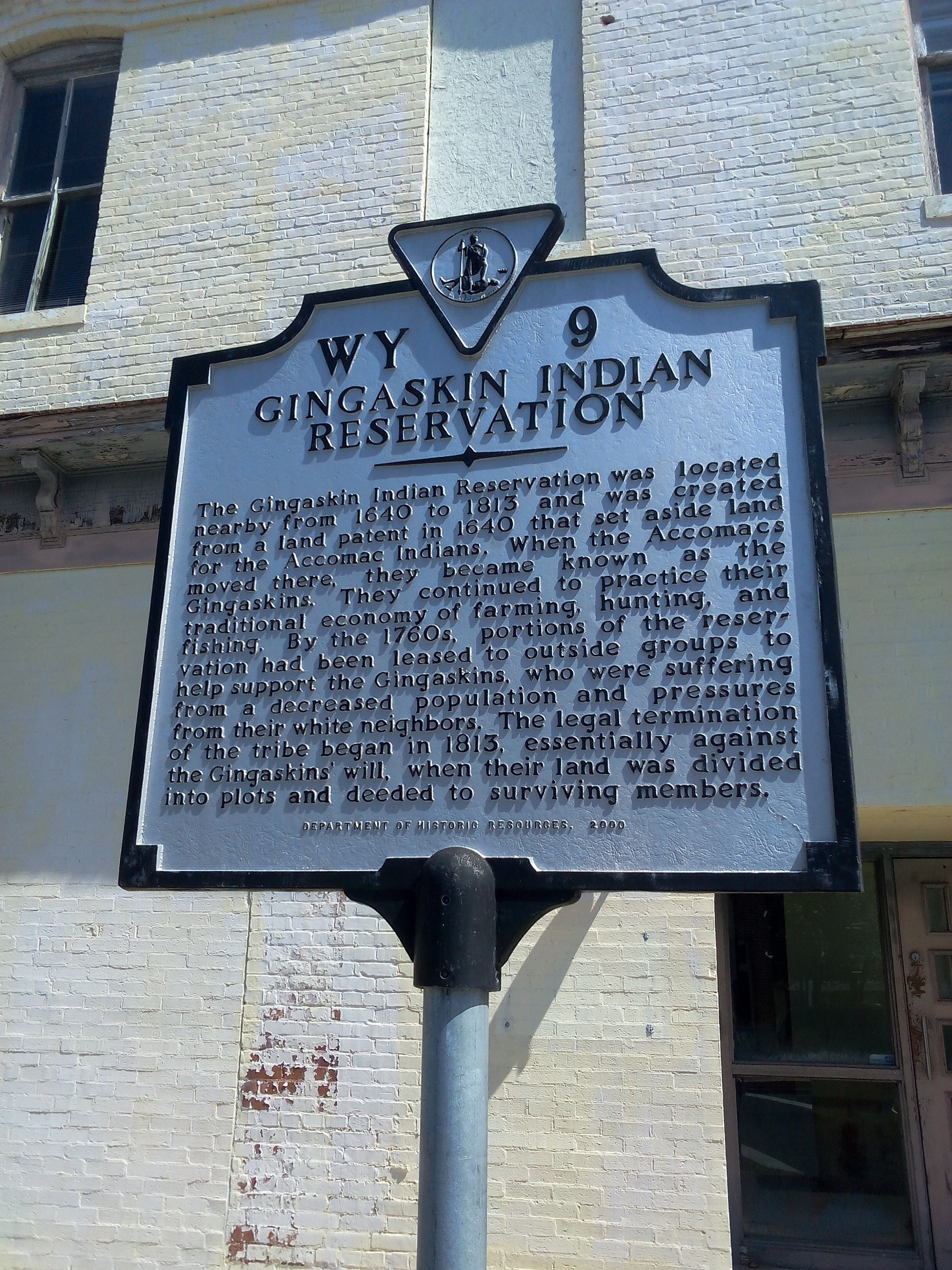

La histórica plaza del Palacio de Justicia de Eastville, Virginia, tiene un monumento a DEBEDEAVON, un guerrero galante y un amigo leal de los primeros colonos de la costa oriental Además, Virginia ha erigido recientemente un marcador histórico frente al monumento a Debedeavon y el antiguo Palacio de Justicia, recordando la reserva que su tribu ocupó durante los siguientes 150 años. En 1705, Robert Beverley observó que los nativos del este de Virginia estaban "casi agotados" En 1705, Robert Beverley describió que los "indios de Virginia están casi agotados, pero los pueblos o personas que conservan sus nombres y viven en cuerpos, están aquí abajo; todos los cuales juntos no pueden levantar quinientos hombres de combate... Nada que ver con ningún africano, somos indios negros, tuve que corregir un error anterior... tenían ocho pueblos en Accomac, el mayor de los cuales estaba en Northampton, donde los Gangascoe (Gingaskins) son "casi tan numerosos como todos los anteriores juntos", y todavía tenían tierras en común hasta 1812, pero fueron "expulsados durante la excitación posterior a la insurrección de Nat Turner".

## Cronología de las variantes del nombre en los registros ingleses (incompleta)
- 1608 - El capitán Smith registra que Debedeavon gobierna Accowmacke, pop. 2000
- 1620 - Debedeavon concede grandes extensiones a Thomas Savage y al gobernador George Yeardley.
- 1635 - Patente a la viuda de Thomas Savage, Hannah, "por el Rey de la tierra de Pascua como por la escritura que se llama Esmy Schichans".
- 1648 - Richard Vaughan compra una extensión de "Debbedeaven, rey de Nandue".
- 1650 - Edmund Scarburgh, Jr. compra 2000 acres de Okiawampe, "gran rey de la costa de Pascua".
- 1653 - El Dr. George Hack compra 1000 acres a "Tepitiason, rey de la gran Nuswattocks"
- 1657 - "Deabedanba, Rey de los grandes nusangs" da 100 acres a Joan Johnson
- 1657 - Testamento de Okiawampe
- 1663 - Thomas Leatherbury compra 1200 acres a "Tapatiapon, gran emperador de la costa oriental" por tres matchcoats.[8]